# Myrmecia nigra
Myrmecia nigra är en myrart som beskrevs av Auguste-Henri Forel 1907. Myrmecia nigra ingår i släktet bulldoggsmyror, och familjen myror. Inga underarter finns listade i Catalogue of Life.